# Мечислав Штадлер
Мечислав Штадлер (пол. Mieczysław Jan Stadler; 17 травня 1891, Станиславів — жовтень 1948, Гданськ) — львівський інженер, архітектор. 

## Біографія
Народився 1891 року в Станиславові (нині Івано-Франківськ). Закінчив архітектурний відділ Цісарсько-королівської політехнічної школи у Львові (1914). Під час першої світової і українсько-польської воєн служив в австрійському війську, пізніше — в польському. 1921 року демобілізований у чині капітана артилерії. Того ж року став членом Політехнічного товариства у Львові. 1925 року заснував у Львові архітектурно-будівельне бюро спільно з Мар'яном Нікодемовичем. Реалізував у співавторстві з Нікодемовичем ряд споруд у Львові та Галичині. 1939 року місце проживання Штадлера віднотоване в довіднику на вулиці Крашевського, 23 (нинішня вулиця Крушельницької).
Реалізовані проєкти
- «Tanie domy» (дослівно — дешеві будинки) — колонія житлових будинків на нинішній вулиці Сахарова у Львові[1].
- Лікарня Каси хворих у селищі Вигода поблизу Долини.
- Три будинки на вулиці Полтв'яній (нині проспект Чорновола)[1].
- IV та V блоки триповерхових житлових будинків на вулиці Стрийській[1].
- Житлові будинки для викладачів Львівського університету на вулиці Коцюбинського 11, 11а, 13 (1927, співавтор Мар'ян Нікодемович).[4]
- Чотириповерховий дім для офіцерів на нинішній вулиці Руставелі, 30 у Львові, конкурсний проєкт. Спорудження тривало протягом 1928–1930 років. Співавтори Мар'ян Нікодемович і Стефан Брила.[5]
- 27 житлових будинків Кооперативу працівників банку народного господарства на Филипівці у Львові.
- Будинок на нинішній вулиці Саксаганського, 8 у Львові (1931, співавтор Мар'ян Нікодемович)[6][7].
- Керівництво спорудженням будинку Вищої школи зовнішньої торгівлі, нині — Львівська комерційна академія на вулиці Туган-Барановського, 10 (1935, співавтор Вавжинець Дайчак).[8]
- Санаторій для працівників казначейства у Ворохті (1929).
- Участь у проєктуванні спортивного комплексу ковзанки на ставі Собка у Львові.[9]